# Jamaica, Kuba
Jamaica är en ort i Kuba.   Den ligger i provinsen Provincia Mayabeque, i den västra delen av landet, 28 km sydost om huvudstaden Havanna. Jamaica ligger 135 meter över havet och antalet invånare är 15 000.
Terrängen runt Jamaica är platt, och sluttar norrut. Runt Jamaica är det ganska tätbefolkat, med 134 invånare per kvadratkilometer. Närmaste större samhälle är Arroyo Naranjo, 14,1 km väster om Jamaica. Omgivningarna runt Jamaica är en mosaik av jordbruksmark och naturlig växtlighet.